# 이름 (강제법)
집합론에서 이름(영어: name)은 강제법에 등장하는, 집합의 개념의 일종의 일반화인 누적 위계이다. 집합의 경우 무언가가 집합의 원소인지 여부는 참 또는 거짓이지만, 무언가가 이름의 원소인지 여부는 보다 일반적인 원순서 집합 또는 완비 불 대수의 원소에 따라 나타내어진다.

## 정의

### 이름
임의의 집합 {\displaystyle X}가 주어졌다고 하자. 그렇다면, 연산
{\displaystyle Q\colon S\mapsto {\mathcal {P}}(S\times X)}
에 대한 누적 위계를 {\displaystyle X}-이름 위계(영어: hierarchy of {\displaystyle X}-names)라고 하며,:188, Definition VII.2.5 {\displaystyle \operatorname {Name} _{X,\alpha }}로 표기한다. 이 개념은 강제법에 핵심적으로 사용된다.
임의의 두 이름 {\displaystyle \sigma ,\tau \in \operatorname {Name} _{X}}에 대하여, {\displaystyle \sigma \in \tau }의 "참·거짓 여부"는 다음과 같은 {\displaystyle X}의 부분 집합으로 나타내어진다.
{\displaystyle \{x\in X\colon (\sigma ,x)\in \tau \}}
즉, 이 경우 참·거짓 여부가 (고전 논리의) 2원소 불 대수 {\displaystyle \{\top ,\bot \}} 대신 불 대수 {\displaystyle {\mathcal {P}}(X)}로 나타내어진다.
임의의 순서수 {\displaystyle \alpha }에 대하여, 다음과 같은 함수를 정의하자.
{\displaystyle \operatorname {dom} \colon \operatorname {Name} _{X,\alpha }\to {\mathcal {P}}(\operatorname {Name} _{X,\alpha })}
{\displaystyle \operatorname {dom} (\tau )=\{\sigma \colon (\sigma ,x)\in X\}}

### 좋은 이름
원순서 집합 {\displaystyle (X,\lesssim )}와 {\displaystyle P}-이름 {\displaystyle \tau }가 주어졌다고 하자. 또한, 함수 {\displaystyle f\colon \operatorname {dom} \tau \to {\mathcal {P}}(X)}의 치역의 모든 원소가 {\displaystyle P}의 강상향 반사슬이라고 하자. 이 경우, 다음과 같은 이름을 구성할 수 있다.
{\displaystyle \sigma =\{(\tau ',x)\colon \tau '\in \operatorname {dom} \tau ,\;x\in f(\tau ')\}}
이러한 꼴의 이름을 {\displaystyle \tau }에 대한 좋은 이름(영어: nice name)이라고 한다.:208, Definition VII.5.11
특히, {\displaystyle \tau }에 대한 좋은 이름 {\displaystyle \sigma }가 주어졌을 때, 다음이 성립한다.
{\displaystyle \operatorname {dom} \sigma \subseteq \operatorname {dom} \tau }

## 성질

### 범주론적 성질
임의의 순서수 {\displaystyle \alpha }에 대하여, {\displaystyle \operatorname {Name} _{-,\alpha }\colon \operatorname {Set} \to \operatorname {Set} }는 함자를 이룬다. 구체적으로, 임의의 함수 {\displaystyle f\colon X\to Y}에 대하여,
{\displaystyle \operatorname {Name} _{f,\alpha }\colon N\mapsto \{\left(\operatorname {Name} _{f,\beta }(a),f(x)\right)\colon (a,x)\in N,\;a\in \operatorname {Name} _{X,\beta },\;\beta <\alpha \}}
이다.
보다 일반적으로, {\displaystyle \operatorname {Rel} }이 집합과 이항 관계의 범주일 때, 다음과 같은 함자가 존재한다.
{\displaystyle \operatorname {Name} _{-,\alpha }\colon \operatorname {Rel} \to \operatorname {Set} }
{\displaystyle \operatorname {Name} _{R,\alpha }\colon \sigma \mapsto \{\left(\operatorname {Name} _{R,\beta }(\tau ),y\right)\colon (\tau ,x)\in \sigma ,\;(x,y)\in R\}}
임의의 부분 집합 {\displaystyle S\subseteq X} 및 한원소 집합 {\displaystyle \{\bullet \}}에 대하여, 다음과 같은 이항 관계 {\displaystyle R_{S}}를 생각하자.
{\displaystyle (x,\bullet )\in R_{S}\iff x\in S}
그렇다면, 함수
{\displaystyle \operatorname {Name} _{R_{S}}\colon \operatorname {Name} _{X}\to \operatorname {Name} _{\{\bullet \}}\cong V}
를 생각하자. 이를 {\displaystyle X}-이름의 {\displaystyle S}-해석이라고 하며,
{\displaystyle \operatorname {val} _{S}\colon \operatorname {Name} _{X}\to V}
로 표기한다.:189, Definition VII.2.7
강제법에서, {\displaystyle \operatorname {val} _{S}(u)}는 포괄적 순서 아이디얼 {\displaystyle S}를 사용하여 정의한 확장된 원소를 나타낸다.

### 모형 이론적 성질
이름의 개념은 ZFC의 표준 추이적 모형에 대하여 절대적이다.:188, §VII.2 즉, ZFC의 표준 추이적 모형 {\displaystyle M} 및 {\displaystyle X\in M} 및 집합 {\displaystyle \tau \in M}에 대하여, 다음이 성립한다.
{\displaystyle \left(M\models (\tau \in \operatorname {Name} _{X})\right)\iff \tau \in \operatorname {Name} _{X}}
다시 말해, {\displaystyle (\operatorname {Name} _{X})^{M}=\operatorname {Name} _{X}\cap M}이다. 마찬가지로, 좋은 이름의 개념은 절대적이다.
ZFC의 표준 추이적 모형 {\displaystyle M} 및 원순서 집합 {\displaystyle X\in M} 및 두 이름 {\displaystyle \mu ,\sigma \in M\cap \operatorname {Name} _{X}}에 대하여, 다음이 성립하는 {\displaystyle \sigma }-좋은 이름 {\displaystyle \tau }가 존재한다.
{\displaystyle \forall x\in X\colon x\Vdash (\mu \subseteq \sigma \implies \mu =\tau )}
다시 말해, 임의의 {\displaystyle X}의 포괄적 순서 아이디얼 {\displaystyle G} 및 {\displaystyle \sigma \in \operatorname {Name} _{X}\cap M} 및 {\displaystyle S\in {\mathcal {P}}(\operatorname {val} _{G}(\sigma ))\cap M[G]}에 대하여, {\displaystyle \operatorname {val} _{G}(\tau )=S}인 {\displaystyle \sigma }-좋은 이름 {\displaystyle \tau }가 존재한다. (그러나 그 역은 일반적으로 성립하지 않는다. 즉, 만약 {\displaystyle \tau }가 {\displaystyle \sigma }-좋은 이름일 때, {\displaystyle \operatorname {val} _{G}(\tau )\subseteq \operatorname {val} _{G}(\sigma )}일 필요는 없다.:209)

## 예
만약 {\displaystyle X}가 공집합이라면 {\displaystyle \operatorname {Name} _{\varnothing }=\{\varnothing \}}이다.
만약 {\displaystyle X}가  한원소 집합이라면 {\displaystyle Q}는 멱집합 연산과 동형이며, 이름 위계는 폰 노이만 전체와 동형이다. 이에 따라 이름 위계는 폰 노이만 전체의 확장으로 여길 수 있다.